# 勇崎勝弘
勇崎 勝弘（ゆうざき かつひろ、1944年（昭和19年）1月8日 - ）は、日本のフィールドホッケー選手。

## 経歴・人物
明治大学出身。1964年東京オリンピックと1968年メキシコシティーオリンピックに出場した。